# ناصرة السعدون
ناصرة عبد العزيز شبلي السعدون (1946 - 24 أبريل 2020) روائية عراقية. ولدت في الحي في محافظة واسط، ونشأت ودرست في بغداد. وحصلت على شهادة بكالوريوس في علم الاقتصاد من جامعة بغداد عام 1966، ونالت الدبلوم العالي في الأدب الفرنسي عام 1970 من جامعة بواتيي. شغلت منصب المدير الأول للدائرة الاقتصادية في الاتحاد العربي للصناعات الغذائية، ثم صارت رئيسة لمنتدى المرأة الثقافي، وهي عضو في اتحاد الأدباء العراق. حضرت عدة مؤتمرات في أوروبا، واستقرت في عمّان، الأردن، منذ عام 2003 حتى وفاتها بها. ولها عدة روايات وبعض المؤلفات. 

## سيرتها
ولدت ناصرة عبد العزيز شبلي السعدون في مدينة الحي بمحافظة واسط عام 1946 م/1365 هـ، ونشأت بها. تلقت تعليمها الابتدائي والمتوسط في القسم الداخلي لمدارس الراهبات في الباب الشرقي ببغداد. أكملت دراستها الثانوية في الإعدادية المركزية للبنات. ثم حصلت على البكالوريوس بالاقتصاد في جامعة بغداد في عام 1966، ونالت الدبلوم العالي في الأدب الفرنسي عام 1970. 

عملت في العديد من الوظائف الحكومية من بينها مدير أول للدائرة الاقتصادية في الاتحاد العربي للصناعات الغذائية، ومدير عام دار الكتب والوثائق الوطنية بوزارة الثقافة والأعلام العراقية، ورئيس تحرير جريدة بغداد أوبزرفر (بالإنجليزية: The Baghdad Observer)‏ لغاية عام 2003.

شاركت في العديد من الدراسات الاقتصادية ودراسات الجدوى في حقول نقل التكنولوجيا والصناعات الغذائية وتلوث البيئة. كما نشرت العديد من الدراسات والبحوث والتراجم في المجلات المتخصصة مثل مجلة النفط و التنمية ، ومجلة الصناعة ، ومجلة الصناعات الغذائية ، والصحف والمجلات العراقية والعالمية، دخلت في الترجمة، ولها نحو 26 كتابا باللغة الإنكليزية.

كما شاركت في العديد من المؤتمرات والندوات وفرق العمل الاقتصادية والسياسية والأدبية والثقافية في داخل العراق وخارجه. خلال فترة الحصار على العراق البعثية ، دعيت لتقديم العديد من المحاضرات والبحوث والدراسات في محافل الدولية. 

هي عضو في الاتحاد العام للأدباء والكتاب في العراق وعضو مؤسس لجمعية الناشرين العراقيين وعضو مؤسس لمنتدى المرأة الثقافي وعضو اتحاد الكتاب العرب.
عاشت بعد 2003 في عمّان، الأردن. 

## جوائزها
- 2015: فازت رواية دوامة الرحيل بجائزة كتارا للرواية العربية فئة الروايات المنشورة في الدورة الأولى لعام 2015.[8]

## أسلوبها القصصية
وصفت نفسها بأن روايتها دوامة الرحيل، هي رواية الألم العراقي، تتناول فيها موضوع هجرة العراقي، «العراقي الذي لم يعرف الهجرة قبل الغزو، وعن وقوع بطلتها في عشق شاب أمريكي قالت: أنا لا أسوغ لها ما قامت به، ولكن، مأزق هذه الفتاة، ظروفها، انعدام الخيارات، حيث إن حياتها يجب أن تستمر ربما تكون من بين مرافعاتها عن نفسها، أنا دائماً أدع قرائي يقومون أبطالي، دونما تدخل مني.» 

## حياتها الشخصية
هي أرملة المؤلف مصطفى توفيق المختار عضو المجمع العلمي العراقي، وشقيق الدبلوماسي العراقي قيس المختار.

## وفاتها
توفيت ناصرة السعدون في الأردن يوم الجمعة 24 نيسان/أبريل 2020م، والموافق الأول من شهر رمضان من عام 1441هـ، عن عمر ناهز 74 عاما.

## مؤلفاتها
من رواياتها:
- لو دامت الأفيا، 1986
- ذاكرة المدارات، 1989
- أحببتك طيفاً، 2003
- دوامة الرحيل، 2013

من كتبها:
- أحلام مهشمة، مسرح، 2003
- مدخل لإعداد دراسات الجدوى للمشاريع الصناعية، 1987
- الأعزل ابن خلدون يقاتل في أم المعارك، شهادة، 1992

من ترجماتها:
- تاريخ اليهود وديانتهم، إسرائيل شاحاك
- العالم المعروف، إدوارد ب. جونز، 2003
- أمريكا بين الحق والباطل: تشريح القومية الأميركية، أناتول ليفن ، 2004
- أزهار الجليل، إسرائيل شامير، 2007
- الأسد الطائر: حكايات شعبية من جنوب أفريقيا، جيمس ألبرت هونيه، 2012